# Parveen Shakir
Parveen Shakir (ur. 1955, zm. 1994) – poetka urdu, która potrafiła mówić o swych przeżyciach i otaczającym ją świecie z kobiecej perspektywy. Poprzednie poetki pisały wiersze w konwencji podobnej do swych kolegów. Parveen Shakir wniosła do swej twórczości kobiecą wrażliwość i delikatność emocji. Traktowała kobietę jako równorzędnego partnera mężczyzny, co samo w sobie było już nowatorskie. Dlatego stała się głosem wyzwolonych kobiet Pakistanu. W swych wierszach opisywała piękno życia ludu i budzącą się świadomość swej wartości wykształconych kobiet. Śmierć w wypadku samochodowym przerwała jej możliwą drogę do uznania zarówno w kręgach literackich, jak i wśród czytelników. Do dziś jest w swym kraju symbolem emancypacji kobiet.